# Buru-Spatelschwanzpapagei
Der Buru-Spatelschwanzpapagei, Mada-Spatelschwanzpapagei oder Madapapagei (Prioniturus mada) ist eine Vogelart aus der Gattung der Spatelschwanzpapageien. Die Art kommt endemisch auf der Molukkeninsel Buru in Indonesien vor.
In Gefangenschaft sind diese Vögel selten zu sehen und schwer zu halten, da sie äußerst stressanfällig sind. Drei Exemplare werden im Vogelpark Walsrode gehalten. Diese Art ist bis zu diesem Zeitpunkt noch nie außerhalb ihrer Heimat gehalten worden.

## Merkmale
Die Tiere sind in der Grundfärbung grün mit blau-violettem Nacken, welcher bei weiblichen Tieren weniger ausgeprägt gefärbt ist. Ihre Größe beträgt etwa 30 Zentimeter. Das gattungstypische und namensgebende Merkmal sind die zwei verlängerten, mittleren Schwanzfedern, die in einem rautenförmigen "Spatel" enden.

## Lebensweise
Der Buru-Spatelschwanzpapagei führt, eher untypisch für Papageien, ein stilles Leben in den Baumkronen der Regenwälder bis in Höhen von 1500 Metern. Sie leben einzeln in Paaren oder kleinen Gruppen aus bis zu 10 Tieren. Ihre Nahrung besteht aus Obst, Blüten, Beeren und Samen. Die Brutzeit ist vom Dezember bis Februar, die Nester werden in hohlen Ästen oder Baumlöchern angelegt. Bis zu fünf Junge werden pro Brut aufgezogen.